# Morti il 28 ottobre

## I secolo(1)
- 70 - Giuda Taddeo (n. 10)

## IV secolo(1)
- 312 - Massenzio, imperatore romano (n. 278)

## V secolo(1)
- 457 - Iba di Edessa, arcivescovo, teologo e traduttore siro

## IX secolo(1)
- 816 - Begone di Tolosa, conte

## X secolo(2)
- 994 - Sigerico di Canterbury, arcivescovo britannico
- 998 - Sigfrido di Lussemburgo, nobile franco

## XI secolo(2)
- 1028 - Werner I d'Asburgo, vescovo cattolico
- 1050 - Eadsige, arcivescovo anglosassone

## XII secolo(3)
- 1138 - Boleslao III di Polonia, duca polacca (n. 1086)
- 1161 - Imaro di Frascati, abate, vescovo cattolico e cardinale francese
- 1166 - Rainaldo di Collemezzo, abate e cardinale italiano

## XIII secolo(2)
- 1225 - Jien, poeta, monaco buddista e storico giapponese (n. 1155)
- 1270 - Aitone I d'Armenia, re armeno (n. 1215)

## XIV secolo(5)
- 1310 - Atanasio I, arcivescovo ortodosso bizantino
- 1313 - Elisabetta di Tirolo-Gorizia, regina
- 1355 - Arnaud de Villemur, cardinale e vescovo cattolico francese
- 1363 - Leopoldo di Bebenburg, religioso e giurista tedesco
- 1386 - Sinibaldo Ordelaffi, nobile italiano (n. 1336)

## XV secolo(4)
- 1412 - Margherita I di Danimarca, regina (n. 1353)
- 1438 - Pietro Loredan, militare e politico italiano (n. 1372)
- 1445 - Tommaso Perondoli, arcivescovo cattolico italiano
- 1455 - Guillaume-Hugues d'Estaing, cardinale e vescovo francese

## XVI secolo(20)
- 1529 - Scipione Caracciolo, vescovo cattolico italiano
- 1531 - Bernardo Parentino, pittore italiano
- 1546 - James Butler, IX conte di Ormond, nobile irlandese (n. 1496)
- 1553 - Giovanni Salviati, cardinale e vescovo cattolico italiano (n. 1490)
- 1557 - Isabella Borgia Enriquez, nobildonna, religiosa e scrittrice spagnola (n. 1498)
- 1560 - Domenico Giunti, architetto, pittore e ingegnere italiano (n. 1505)
- 1562 - George Gordon, IV conte di Huntly, nobile scozzese (n. 1514)
- 1566 - Pedro Juan Perpiñá, gesuita spagnolo (n. 1530)
- 1568 - Ashikaga Yoshihide, militare giapponese (n. 1538)
- 1568 - Girolamo Gallarati, vescovo cattolico italiano
- 1569 - Antonio Gardano, compositore e editore musicale italiano (n. 1509)
- 1569 - Ludovica Torelli, nobildonna e filantropa italiana (n. 1500)
- 1574 - Luca Contile, letterato, commediografo e poeta italiano (n. 1505)
- 1580 - Maria di Savoia, nobile italiana (n. 1556)
- 1582 - Vincenzo Giustiniani, cardinale italiano (n. 1519)
- 1586 - Giovanni Günther I di Schwarzburg-Sondershausen, conte (n. 1532)
- 1589 - Peter Stubbe, serial killer tedesco (n. 1525)
- 1592 - Ogier Ghislain de Busbecq, scrittore, diplomatico e botanico fiammingo (n. 1522)
- 1592 - Nomi Munekatsu, militare giapponese (n. 1527)
- 1594 - Ōkubo Tadayo, militare giapponese (n. 1532)

## XVII secolo(18)
- 1620 - Ippolito Scarsella, pittore italiano
- 1626 - Parviz Mirza, principe indiano (n. 1589)
- 1627 - Jahangir, sovrano indiano (n. 1569)
- 1632 - Kuki Moritaka, militare giapponese (n. 1573)
- 1646 - William Dobson, pittore inglese (n. 1610)
- 1647 - Luis Jerónimo de Cabrera, nobile spagnolo (n. 1589)
- 1649 - Blanche Somerset, nobile inglese (n. 1583)
- 1651 - Giobbe di Počaïv, monaco cristiano ucraino (n. 1551)
- 1652 - Pietro Paolo de Rustici, vescovo cattolico italiano (n. 1599)
- 1653 - Libert Froidmont, teologo e scienziato belga (n. 1587)
- 1658 - José de Villaviciosa, scrittore spagnolo (n. 1589)
- 1661 - Ottavio Amigoni, pittore italiano (n. 1606)
- 1669 - Agustín Moreto, drammaturgo e religioso spagnolo (n. 1618)
- 1672 - Ferdinando Tiburzio Gonzaga, vescovo cattolico italiano (n. 1611)
- 1674 - Giovanni Bona, cardinale e letterato italiano (n. 1609)
- 1676 - Jean Desmarets de Saint-Sorlin, poeta francese (n. 1595)
- 1693 - Jacques Thomelin, compositore, clavicembalista e organista francese
- 1698 - Francesco Ruggieri, liutaio italiano

## XVIII secolo(24)
- 1703 - John Wallis, presbitero e matematico inglese (n. 1616)
- 1704 - John Locke, filosofo, pedagogista e medico inglese (n. 1632)
- 1708 - Giorgio di Danimarca, nobile (n. 1653)
- 1708 - Francesco Martinelli, architetto italiano (n. 1651)
- 1713 - Paolo Lorenzani, compositore e musicista italiano (n. 1640)
- 1716 - Stephen Fox, politico inglese (n. 1627)
- 1722 - Bartolomeo Dal Pozzo, storico italiano (n. 1637)
- 1727 - Boris Ivanovič Kurakin, nobile e ambasciatore russo (n. 1676)
- 1740 - Anna I di Russia, imperatrice russa (n. 1693)
- 1754 - Friedrich von Hagedorn, poeta tedesco (n. 1708)
- 1755 - Joseph Bodin de Boismortier, compositore francese (n. 1689)
- 1756 - Charles Somerset, IV duca di Beaufort, nobile e politico inglese (n. 1709)
- 1757 - Giovanna Astrua, soprano italiano (n. 1720)
- 1758 - Alvise Foscari, patriarca cattolico italiano (n. 1679)
- 1760 - Andrea Adolfati, compositore italiano
- 1763 - Heinrich von Brühl, politico tedesco (n. 1700)
- 1768 - Michel Blavet, flautista e compositore francese (n. 1700)
- 1776 - Sofia di Sassonia-Hildburghausen, principessa (n. 1760)
- 1782 - Carlotta Amalia di Danimarca, principessa danese (n. 1706)
- 1787 - Johann Karl August Musäus, scrittore tedesco (n. 1735)
- 1792 - John Smeaton, ingegnere e fisico britannico (n. 1724)
- 1794 - Giovanni Benedetto Civran, vescovo cattolico italiano (n. 1723)
- 1794 - Andreas von Riaucour, nobile, politico e diplomatico tedesco (n. 1722)
- 1800 - Artemas Ward, generale e politico statunitense (n. 1727)

## XIX secolo(67)
- 1802 - Carlo Lapini, compositore italiano (n. 1724)
- 1802 - Carlantonio Pilati, giurista e storico italiano (n. 1733)
- 1806 - Charlotte Turner Smith, poetessa e scrittrice britannica (n. 1749)
- 1817 - Jacopo Durandi, giurista, drammaturgo e storico italiano (n. 1739)
- 1818 - Abigail Adams, first lady statunitense (n. 1744)
- 1818 - Henri-Jacques-Guillaume Clarke, politico e generale francese (n. 1765)
- 1821 - Gaspare Pacchierotti, cantante castrato italiano (n. 1740)
- 1831 - Antonio Zacco, incisore e illustratore italiano (n. 1747)
- 1831 - Jean Florimond Boudon de Saint-Amans, naturalista francese (n. 1748)
- 1832 - Jacques Mathieu Delpech, medico francese (n. 1777)
- 1835 - Richard Andrews, militare nativo americano
- 1836 - Harriet Brudenell, nobildonna inglese
- 1837 - Jean-Blaise Martin, cantante lirico francese (n. 1768)
- 1837 - Julien Auguste Joseph Mermet, generale francese (n. 1772)
- 1839 - Francesco Tiberi, cardinale e arcivescovo cattolico italiano (n. 1773)
- 1841 - Johan August Arfwedson, chimico svedese (n. 1792)
- 1841 - Francesco Morlacchi, compositore italiano (n. 1784)
- 1842 - Luigi Ornato, letterato, filosofo e patriota italiano (n. 1787)
- 1846 - Anne-François Arnaud, pittore francese (n. 1787)
- 1848 - Harrison Gray Otis, imprenditore, avvocato e politico statunitense (n. 1765)
- 1849 - Johann Ernst Hoyos, generale austriaco (n. 1779)
- 1850 - Luis Antonio Folgueras Sión, arcivescovo cattolico spagnolo (n. 1769)
- 1856 - Johann Peter Krafft, pittore e insegnante tedesco (n. 1780)
- 1857 - Giulio Boninsegni, presbitero, storico e diplomatico italiano (n. 1786)
- 1857 - Louis Eugène Cavaignac, politico e generale francese (n. 1802)
- 1858 - Rudolf von Lützow, diplomatico austriaco (n. 1780)
- 1865 - Karl Ferdinand von Buol-Schauenstein, politico austriaco (n. 1797)
- 1868 - Friedrich Wilhelm von Tigerström, giurista tedesco (n. 1803)
- 1869 - Giuseppe Bisi, pittore italiano (n. 1787)
- 1869 - Antony Deschamps, poeta e traduttore francese (n. 1800)
- 1869 - Thomas Dessoulavy, pittore inglese (n. 1801)
- 1873 - Giuseppe Tomasini, poeta italiano (n. 1821)
- 1874 - Hermann Heykamp, vescovo vetero-cattolico olandese (n. 1804)
- 1877 - Robert Swinhoe, biologo, ornitologo e zoologo inglese (n. 1836)
- 1877 - Johann Ritter von Herbeck, compositore e direttore d'orchestra austriaco (n. 1831)
- 1879 - Busso XVI von Alvensleben, militare tedesco (n. 1792)
- 1880 - Édouard Séguin, medico francese (n. 1812)
- 1881 - Prospero Caterini, cardinale italiano (n. 1795)
- 1881 - Enrico Manzoni, nobile e imprenditore italiano (n. 1819)
- 1881 - Alessandro di Württemberg, nobile (n. 1804)
- 1882 - Muhammad III al-Sadiq, sovrano tunisino (n. 1813)
- 1883 - Henri-Marie-Gaston Boisnormand de Bonnechose, cardinale e arcivescovo cattolico francese (n. 1800)
- 1884 - Scipione Sighele, magistrato e politico italiano (n. 1806)
- 1884 - Abdolonyme Ubicini, storico e giornalista francese (n. 1818)
- 1885 - Augustus Leopold Kuper, ammiraglio britannico (n. 1809)
- 1886 - Giuseppe Brambilla, politico, patriota e giornalista italiano (n. 1825)
- 1887 - Bénita Anguinet, illusionista francese (n. 1819)
- 1887 - Karl Goedeke, germanista, scrittore e giornalista tedesco (n. 1814)
- 1888 - Gaetano Benini, attore teatrale italiano (n. 1809)
- 1888 - Elena di Nassau, principessa belga (n. 1831)
- 1890 - Alexander John Ellis, matematico, fisico e filologo britannico (n. 1814)
- 1890 - Charles Edward Mudie, editore inglese (n. 1818)
- 1891 - Archibald Seymour, XIII duca di Somerset, nobile britannico (n. 1810)
- 1892 - Lal Behari Day, scrittore e giornalista indiano (n. 1824)
- 1892 - Felix Otto Dessoff, direttore d'orchestra e compositore tedesco (n. 1835)
- 1892 - Prospero Moisè Loria, imprenditore e filantropo italiano (n. 1814)
- 1892 - Gaetano Trezza, scrittore e filologo italiano (n. 1828)
- 1893 - Angelo Minich, politico italiano (n. 1817)
- 1894 - Rudolf Hildebrand, germanista tedesco (n. 1824)
- 1895 - Bernard Bernard, presbitero e missionario francese (n. 1821)
- 1896 - Costantino Perazzi, ingegnere e politico italiano (n. 1832)
- 1897 - Hercules Robinson, funzionario britannico (n. 1824)
- 1897 - Giuseppe Ugolini, pittore italiano (n. 1826)
- 1899 - Ottmar Mergenthaler, inventore e orologiaio tedesco (n. 1854)
- 1900 - Francesco De Renzis, militare, politico e diplomatico italiano (n. 1836)
- 1900 - Max Müller, filosofo, filologo e storico delle religioni tedesco (n. 1823)
- 1900 - Paul Rée, filosofo, scrittore e aforista tedesco (n. 1849)

## XX secolo(228)
- 1903 - Giuseppe Augusto Cesana, giornalista, imprenditore e scrittore italiano (n. 1821)
- 1905 - Alphonse Allais, scrittore e umorista francese (n. 1854)
- 1905 - Francesco Pasta, attore italiano (n. 1839)
- 1905 - Giuseppe Scarabelli, geologo, paleontologo e politico italiano (n. 1820)
- 1906 - Jean Benner, pittore francese (n. 1836)
- 1906 - Achille Formis, pittore e cantante italiano (n. 1830)
- 1908 - Giuseppe Biancheri, politico italiano (n. 1821)
- 1908 - Charles de Coubertin, pittore e nobile francese (n. 1822)
- 1909 - Edmund Monson, diplomatico inglese (n. 1834)
- 1911 - Edoardo Calandra, scrittore e illustratore italiano (n. 1852)
- 1911 - Riccardo Grazioli Lante della Rovere, militare italiano (n. 1887)
- 1913 - Ignazio Boncompagni Ludovisi, politico italiano (n. 1845)
- 1914 - Richard Heuberger, compositore, direttore d'orchestra e insegnante austriaco (n. 1850)
- 1914 - Federico Peliti, imprenditore, fotografo e scultore italiano (n. 1844)
- 1914 - Adelgonda di Baviera, principessa (n. 1823)
- 1915 - Filippo Florena, avvocato e politico italiano (n. 1840)
- 1915 - Biagio Goggio, calciatore italiano (n. 1892)
- 1915 - David Miles, attore e regista statunitense (n. 1871)
- 1915 - Alberto Verdinois, militare italiano (n. 1892)
- 1916 - Oswald Boelcke, aviatore tedesco (n. 1891)
- 1916 - Edoardo Driquet, generale, politico e agente segreto italiano (n. 1824)
- 1917 - Bruno Chimirri, politico italiano (n. 1842)
- 1917 - Constance Gwladys Herbert, nobildonna inglese (n. 1859)
- 1917 - Eugenio Elia Levi, matematico italiano (n. 1883)
- 1917 - Cristiano di Schleswig-Holstein, principe tedesco (n. 1831)
- 1917 - Albert von Berrer, generale tedesco (n. 1857)
- 1918 - Michel Coiffard, militare e aviatore francese (n. 1893)
- 1918 - Vincenzo Contratti, militare e aviatore italiano (n. 1894)
- 1918 - Ulisse Dini, matematico e politico italiano (n. 1845)
- 1918 - Albert Hastings Markham, esploratore britannico (n. 1841)
- 1918 - Emilio Rolla, militare italiano (n. 1890)
- 1918 - Francesco Tonolini, militare italiano (n. 1880)
- 1918 - Louise Vale, attrice statunitense (n. 1881)
- 1918 - Richard Zander, anatomista tedesco (n. 1855)
- 1920 - Aniceta Frisetti, filantropa italiana (n. 1846)
- 1921 - Ahmad Reza Khan Barelvi, religioso e mistico indiano (n. 1856)
- 1921 - William Speirs Bruce, esploratore britannico (n. 1867)
- 1923 - Theodor Reuss, esoterista tedesco (n. 1855)
- 1923 - Joe Roberts, attore statunitense (n. 1871)
- 1923 - Friedrich Vogt, filologo e germanista tedesco (n. 1851)
- 1924 - Walter Boveri, imprenditore tedesco (n. 1865)
- 1924 - Franz von Holub, ammiraglio austriaco (n. 1865)
- 1924 - Édouard de Max, attore rumeno (n. 1869)
- 1924 - Alfredo Savini, pittore italiano (n. 1868)
- 1925 - Francesca Maria d'Orléans, duchessa francese (n. 1844)
- 1927 - Bonifacio Zuppini, calciatore italiano (n. 1897)
- 1928 - Ugo Ferrandi, esploratore italiano (n. 1852)
- 1928 - Théodore Reinach, filologo classico, numismatico e politico francese (n. 1860)
- 1929 - Bernhard von Bülow, politico e ambasciatore tedesco (n. 1849)
- 1929 - Delfino Orsi, giornalista e politico italiano (n. 1868)
- 1929 - Herrmann Ungar, scrittore ceco (n. 1893)
- 1930 - Mary Harrison McKee, politica statunitense (n. 1858)
- 1932 - Luigi Bailo, presbitero italiano (n. 1835)
- 1932 - Gustave Bémont, chimico francese (n. 1857)
- 1934 - Majit Gafuri, poeta, scrittore e drammaturgo sovietico (n. 1880)
- 1935 - Luigi Genuardi, giurista italiano (n. 1882)
- 1936 - Gigo Gabashvili, pittore georgiano (n. 1862)
- 1936 - Giovanni Pascale, oncologo e politico italiano (n. 1859)
- 1937 - Martha Gruening, giornalista e poetessa statunitense (n. 1889)
- 1938 - Fred Kohler, attore statunitense (n. 1888)
- 1939 - Alice Brady, attrice statunitense (n. 1892)
- 1939 - Aggie Herring, attrice statunitense (n. 1876)
- 1940 - Felice La Sala, militare italiano (n. 1919)
- 1940 - Michail Nikolaevič Loginov, ingegnere e progettista sovietico (n. 1903)
- 1940 - Scipione Scipioni, militare italiano (n. 1867)
- 1941 - Livio Piomarta, ufficiale italiano (n. 1908)
- 1941 - Otto Pretzl, orientalista e arabista tedesco (n. 1893)
- 1941 - Pavel Vasil'evič Ryčagov, aviatore sovietico (n. 1911)
- 1941 - Jakov Vladimirovič Smuškevič, generale e politico sovietico (n. 1902)
- 1941 - Grigorij Michajlovič Štern, generale sovietico (n. 1900)
- 1942 - August Deusser, pittore tedesco (n. 1870)
- 1942 - Axel von Freytagh-Loringhoven, politico tedesco (n. 1878)
- 1942 - Vincenzo Mazzenga, politico e agronomo italiano (n. 1865)
- 1943 - Ivan Riley, ostacolista statunitense (n. 1900)
- 1943 - Ercole Varzi, imprenditore e politico italiano (n. 1866)
- 1944 - František Bass, poeta cecoslovacco (n. 1930)
- 1944 - Giacomo Damiani, naturalista italiano (n. 1871)
- 1944 - Josefine Dora, attrice austriaca (n. 1867)
- 1944 - Pericle Ducati, archeologo italiano (n. 1880)
- 1944 - Alfredo Piacibello, partigiano e militare italiano (n. 1912)
- 1945 - Costantino Cavarzerani, generale italiano (n. 1869)
- 1945 - Gilbert Emery, attore e sceneggiatore statunitense (n. 1875)
- 1945 - Federico Patetta, storico e filologo italiano (n. 1867)
- 1946 - Eugénie-Emilie Juliette Folville, pianista, violinista e docente belga (n. 1870)
- 1946 - Percy Frankland, chimico inglese (n. 1858)
- 1946 - Manuel Ortiz de Zárate, pittore cileno (n. 1887)
- 1946 - Charlotte Stevens, attrice statunitense (n. 1902)
- 1947 - Maria Forescu, attrice rumena (n. 1875)
- 1949 - Marcel Cerdan, pugile francese (n. 1916)
- 1949 - Ginette Neveu, violinista francese (n. 1919)
- 1950 - Giovanni Bertinetti, scrittore e commediografo italiano (n. 1872)
- 1950 - Maurice Costello, attore e regista statunitense (n. 1877)
- 1950 - Bevan Sharpless, astronomo statunitense (n. 1904)
- 1950 - Joseph Wright, canottiere canadese (n. 1864)
- 1951 - Mady Christians, attrice austriaca (n. 1892)
- 1951 - George Jeske, sceneggiatore, regista e attore statunitense (n. 1891)
- 1952 - Nicola Ciccolungo, avvocato e politico italiano (n. 1877)
- 1952 - Billy Hughes, politico australiano (n. 1862)
- 1954 - Enrique Flores Magón, anarchico, rivoluzionario e giornalista messicano (n. 1877)
- 1954 - Raymond Gouin, calciatore francese (n. 1888)
- 1956 - Youssef Abbas, cestista egiziano (n. 1920)
- 1956 - Zenobia Camprubí, scrittrice e traduttrice spagnola (n. 1887)
- 1956 - Giovanni Battista Corgnali, glottologo e bibliotecario italiano (n. 1887)
- 1956 - Ahmed Fouad Nessim, nuotatore e pallanuotista egiziano (n. 1924)
- 1956 - Carl Svensson, tiratore di fune e sollevatore svedese (n. 1879)
- 1956 - Ramón Sánchez Pizjuán, dirigente sportivo e avvocato spagnolo (n. 1900)
- 1956 - Pietro Torrini, calciatore italiano (n. 1930)
- 1956 - Teresina Tua, violinista italiana (n. 1866)
- 1957 - Giulio Ermolli, arbitro di calcio e calciatore italiano (n. 1881)
- 1957 - Ernst Gräfenberg, medico tedesco (n. 1881)
- 1958 - Henri Béraud, scrittore e giornalista francese (n. 1885)
- 1958 - Stephen Butterworth, fisico britannico (n. 1885)
- 1958 - Michele Rigillo, poeta, storico e critico letterario italiano (n. 1879)
- 1959 - Camilo Cienfuegos, rivoluzionario e guerrigliero cubano (n. 1932)
- 1959 - Michele Saponaro, scrittore e biografo italiano (n. 1885)
- 1960 - Giovanni Canova, schermidore italiano (n. 1880)
- 1960 - Giorgio Settala, pittore italiano (n. 1895)
- 1961 - Alfredo Polledro, traduttore, giornalista e attivista italiano (n. 1885)
- 1962 - Roland Cubitt, III barone Ashcombe, nobile inglese (n. 1899)
- 1962 - Attilio Formenti, calciatore italiano (n. 1881)
- 1962 - Vera Pašennaja, attrice russa (n. 1887)
- 1962 - Gabrielle Renaudot, astronoma francese (n. 1877)
- 1963 - Dora Kallmus, fotografa austriaca (n. 1881)
- 1964 - Eliseo Camiolo, arbitro di calcio italiano (n. 1910)
- 1965 - Luigi Amoroso, matematico e economista italiano (n. 1886)
- 1965 - Earl Bostic, sassofonista statunitense (n. 1913)
- 1965 - Thomas Graham Brown, alpinista e fisiologo inglese (n. 1882)
- 1965 - Luther P. Eisenhart, matematico statunitense (n. 1876)
- 1965 - Karl Rumbold, calciatore e allenatore di calcio austriaco (n. 1893)
- 1965 - Edythe Wright, cantante statunitense (n. 1916)
- 1966 - Nikolaj Il'ič Beljaev, politico sovietico (n. 1903)
- 1968 - Hans Cramer, generale tedesco (n. 1896)
- 1968 - Konnie Johannesson, hockeista su ghiaccio canadese (n. 1896)
- 1969 - Luigi Centoz, arcivescovo cattolico italiano (n. 1883)
- 1969 - Kornej Ivanovič Čukovskij, poeta, traduttore e critico letterario russo (n. 1882)
- 1969 - Constance Dowling, attrice statunitense (n. 1920)
- 1970 - Baby Huey, cantante statunitense (n. 1944)
- 1970 - Giovacchino Forzano, giornalista, commediografo e regista italiano (n. 1883)
- 1970 - Karl Gümbel, generale tedesco (n. 1888)
- 1970 - Kyōichi Sawada, fotografo giapponese (n. 1936)
- 1971 - Leon Gauchat, cestista statunitense (n. 1921)
- 1971 - Umberto Nordio, architetto italiano (n. 1891)
- 1972 - Juan Bilbao, calciatore spagnolo (n. 1900)
- 1972 - Jole Fano, attrice teatrale e imprenditrice italiana (n. 1904)
- 1972 - Mitchell Leisen, regista, scenografo e costumista statunitense (n. 1898)
- 1972 - Lilian Lenton, ballerina e attivista britannica (n. 1891)
- 1973 - Conrad Engelhardt, ammiraglio tedesco (n. 1898)
- 1973 - Taha Hussein, scrittore, docente e politico egiziano (n. 1889)
- 1973 - Fred Kean, calciatore inglese (n. 1898)
- 1973 - Sergio Tofano, attore, regista e fumettista italiano (n. 1886)
- 1974 - Everaldo, calciatore brasiliano (n. 1944)
- 1974 - David Jones, poeta e pittore britannico (n. 1895)
- 1974 - Flaviano Magrassi, medico e virologo italiano (n. 1908)
- 1974 - Luigi Ruggeri, politico italiano (n. 1901)
- 1974 - Louis Saillant, sindacalista e partigiano francese (n. 1910)
- 1975 - Angelo La Barbera, mafioso italiano (n. 1924)
- 1975 - Dario Maestrini, medico, fisiologo e scienziato italiano (n. 1886)
- 1975 - Ettore Maria Margadonna, sceneggiatore, giornalista e critico cinematografico italiano (n. 1893)
- 1975 - Franz Marszalek, direttore d'orchestra e compositore tedesco (n. 1900)
- 1975 - Oliver Nelson, sassofonista, clarinettista e compositore statunitense (n. 1932)
- 1975 - Benediktas Rutkūnas, scrittore lituano (n. 1907)
- 1975 - Stan Stutz, cestista e allenatore di pallacanestro statunitense (n. 1920)
- 1975 - Edith Woodford-Grimes, sacerdotessa britannica (n. 1887)
- 1976 - Aarne Juutilainen, militare finlandese (n. 1904)
- 1977 - Phil Krause, cestista e allenatore di pallacanestro statunitense (n. 1911)
- 1977 - Miguel Mihura, drammaturgo e scrittore spagnolo (n. 1905)
- 1977 - Bruno Streckenbach, generale tedesco (n. 1902)
- 1978 - John Moore Allison, diplomatico statunitense (n. 1905)
- 1978 - Geoffrey Unsworth, direttore della fotografia britannico (n. 1914)
- 1979 - Joseph Henri Guiguet, aviatore e militare francese (n. 1891)
- 1980 - Benvenuto Terzi, musicista, compositore e chitarrista italiano (n. 1892)
- 1981 - Hiroshi Akutagawa, attore giapponese (n. 1920)
- 1981 - Luigi Carnacina, gastronomo italiano (n. 1888)
- 1981 - Charles Dellert, ginnasta e multiplista statunitense (n. 1882)
- 1982 - Phyllis Covell, tennista britannica (n. 1895)
- 1983 - Johnnie Davis, attore e trombettista statunitense (n. 1910)
- 1983 - Otto Messmer, animatore e fumettista statunitense (n. 1892)
- 1984 - Carlo Dibiasi, tuffatore italiano (n. 1909)
- 1984 - Alberto Giovannini, giornalista e scrittore italiano (n. 1912)
- 1984 - Albino Lucatello, pittore italiano (n. 1927)
- 1984 - Knut Nordahl, calciatore svedese (n. 1920)
- 1985 - William Bramley, attore statunitense (n. 1928)
- 1985 - Elga Brink, attrice tedesca (n. 1895)
- 1985 - Joachim Knychała, serial killer polacco (n. 1952)
- 1985 - William McPherson Allen, dirigente d'azienda e avvocato statunitense (n. 1900)
- 1985 - Iōannīs Traulos, architetto, storico dell'architettura e archeologo greco (n. 1908)
- 1985 - Ángel Zubieta, allenatore di calcio e calciatore spagnolo (n. 1918)
- 1986 - John Braine, scrittore britannico (n. 1922)
- 1986 - Ian Marter, attore e scrittore britannico (n. 1944)
- 1987 - Giulio Bolaffi, partigiano e filatelista italiano (n. 1902)
- 1987 - André Masson, pittore francese (n. 1896)
- 1987 - Ottorino Monaco, medico e politico italiano (n. 1901)
- 1988 - Pietro Annigoni, pittore italiano (n. 1910)
- 1989 - Kateb Yacine, scrittore, drammaturgo e poeta algerino (n. 1929)
- 1989 - Marco Paggi, anglista, traduttore e critico letterario italiano (n. 1944)
- 1990 - Titta Arista, conduttore radiofonico e giornalista italiano (n. 1913)
- 1990 - Rosaria Ciampella Bertolucci, giornalista, saggista e poetessa italiana (n. 1927)
- 1990 - Aleksandra Čudina, multiplista, giavellottista e lunghista sovietica (n. 1923)
- 1990 - Erich Göstl, militare austriaco (n. 1925)
- 1990 - Geminio Ognio, pallanuotista e nuotatore italiano (n. 1917)
- 1990 - Mario Schierano, arcivescovo cattolico italiano (n. 1915)
- 1990 - Robert Jan Verbelen, militare belga (n. 1911)
- 1992 - Dori Dorika, attrice russa (n. 1913)
- 1992 - Charles Pellat, arabista e islamista francese (n. 1914)
- 1993 - Jurij Michajlovič Lotman, storico della letteratura russo (n. 1922)
- 1994 - Agnes Fink, attrice tedesca (n. 1919)
- 1994 - Franco Salvi, politico italiano (n. 1921)
- 1995 - Giambattista Dal Piaz, geologo italiano (n. 1904)
- 1995 - Julien Bertheau, attore francese (n. 1910)
- 1996 - Morey Amsterdam, attore statunitense (n. 1908)
- 1996 - Robert Hankey, II barone Hankey, diplomatico inglese (n. 1905)
- 1996 - Karol Jokl, calciatore cecoslovacco (n. 1945)
- 1996 - Paul Lambert, pallanuotista francese (n. 1908)
- 1996 - Franca Magnani, giornalista italiana (n. 1925)
- 1997 - Walter Capps, politico statunitense (n. 1934)
- 1997 - Paul Jarrico, sceneggiatore statunitense (n. 1915)
- 1997 - Bryan Lefley, allenatore di hockey su ghiaccio e hockeista su ghiaccio canadese (n. 1948)
- 1997 - Klaus Wunderlich, organista e compositore tedesco (n. 1931)
- 1998 - James Goldman, drammaturgo, sceneggiatore e librettista statunitense (n. 1927)
- 1998 - Ted Hughes, poeta e scrittore inglese (n. 1930)
- 1998 - Margaret Marley Modlin, pittrice, scultrice e fotografa statunitense (n. 1927)
- 1998 - Gastone Pescucci, attore e doppiatore italiano (n. 1926)
- 1999 - Rafael Alberti, poeta spagnolo (n. 1902)
- 1999 - Wolmer Beltrami, fisarmonicista e compositore italiano (n. 1922)
- 2000 - Décio Randazo Teixeira, calciatore brasiliano (n. 1941)
- 2000 - Dave Latter, cestista statunitense (n. 1922)
- 2000 - Pёtr Lucik, regista e sceneggiatore sovietico (n. 1960)
- 2000 - Georges Poujouly, attore e doppiatore francese (n. 1940)

## XXI secolo(133)
- 2001 - Richard Halsey Best, militare e aviatore statunitense (n. 1910)
- 2001 - Grigorij Naumovič Čuchraj, regista e sceneggiatore russo (n. 1921)
- 2001 - Hans Hohenester, bobbista tedesco (n. 1917)
- 2001 - Czesław Mordowicz, polacco (n. 1919)
- 2002 - Margaret Booth, montatrice statunitense (n. 1898)
- 2002 - Lawrence Dobkin, attore e regista statunitense (n. 1919)
- 2002 - Letizia Fortini, scrittrice e poetessa italiana (n. 1929)
- 2002 - Manlio Grandi, calciatore italiano (n. 1930)
- 2002 - Erling Persson, imprenditore svedese (n. 1917)
- 2003 - Stefano Bicini, artista italiano (n. 1957)
- 2003 - Pier Angelo Conti Manzini, canottiere italiano (n. 1946)
- 2003 - Sidney Spence Culbert, esperantista statunitense (n. 1913)
- 2003 - Michele D'Auria, religioso e militare italiano (n. 1915)
- 2003 - Joseph Abou Mrad, calciatore e allenatore di calcio libanese (n. 1933)
- 2004 - Maria Fiore, attrice italiana (n. 1935)
- 2004 - Edgardo Fulgencio, cestista filippino (n. 1917)
- 2004 - Jimmy McLarnin, pugile canadese (n. 1907)
- 2004 - Charles F. Wheeler, direttore della fotografia statunitense (n. 1915)
- 2005 - Sergio Belloni, pittore italiano (n. 1925)
- 2005 - Torquato Fusi, politico e partigiano italiano (n. 1923)
- 2005 - Boris Gojchman, pallanuotista sovietico (n. 1919)
- 2005 - Raymond Hains, artista e fotografo francese (n. 1926)
- 2005 - Tony Jackson, cestista statunitense (n. 1942)
- 2005 - Alberto Ormaetxea, calciatore e allenatore di calcio spagnolo (n. 1939)
- 2005 - Richard Smalley, chimico statunitense (n. 1943)
- 2006 - Red Auerbach, allenatore di pallacanestro e dirigente sportivo statunitense (n. 1917)
- 2006 - Tina Aumont, attrice statunitense (n. 1946)
- 2006 - Trevor Berbick, pugile giamaicano (n. 1954)
- 2006 - Marco Maria Olivetti, filosofo e storico della filosofia italiano (n. 1943)
- 2006 - Margit Pirik, cestista ungherese (n. 1926)
- 2007 - Evelyn Hamann, attrice e doppiatrice tedesca (n. 1942)
- 2007 - Guido Nicheli, attore e comico italiano (n. 1934)
- 2007 - Porter Wagoner, cantante statunitense (n. 1927)
- 2008 - Buck Adams, attore pornografico statunitense (n. 1955)
- 2008 - Gianna Ciao, partigiana, fotografa e scrittrice italiana (n. 1922)
- 2008 - Dina Cocea, attrice, critica teatrale e giornalista rumena (n. 1912)
- 2008 - Bishop Dolegiewicz, discobolo e pesista canadese (n. 1953)
- 2008 - Alexander Lowen, psicoterapeuta e psichiatra statunitense (n. 1910)
- 2008 - Pak Song-chol, politico e militare nordcoreano (n. 1913)
- 2008 - Paul Pesthy, schermidore e pentatleta ungherese (n. 1938)
- 2009 - Elio Assirelli, politico italiano (n. 1923)
- 2009 - Ingvar Carlsson, pilota di rally svedese (n. 1945)
- 2009 - Filippo Manna, ingegnere italiano (n. 1922)
- 2010 - Isabella Abbott, educatrice e botanica statunitense (n. 1919)
- 2010 - Francine Bloch, musicologa francese (n. 1916)
- 2010 - Basilio Catania, ingegnere italiano (n. 1926)
- 2010 - Břetislav Dolejší, calciatore cecoslovacco (n. 1928)
- 2010 - Robert Ellenstein, attore statunitense (n. 1923)
- 2010 - Marshall Hawkins, cestista statunitense (n. 1924)
- 2010 - James MacArthur, attore statunitense (n. 1937)
- 2010 - Jonathan Motzfeldt, politico groenlandese (n. 1938)
- 2010 - Maurice Murphy, trombettista britannico (n. 1935)
- 2010 - John Sekula, chitarrista statunitense (n. 1969)
- 2010 - Ibrahim Ahmad Abd al-Sattar Muhammad, generale iracheno (n. 1956)
- 2011 - Willy De Clercq, politico belga (n. 1927)
- 2011 - Jiří Gruša, scrittore, diplomatico e politico ceco (n. 1938)
- 2011 - Yoland Lévèque, pugile francese (n. 1937)
- 2012 - Merry Anders, attrice statunitense (n. 1934)
- 2012 - Terry Callier, chitarrista e cantautore statunitense (n. 1945)
- 2012 - Mel Spence, velocista e mezzofondista giamaicano (n. 1936)
- 2012 - Gaetano Tumiati, giornalista, scrittore e critico letterario italiano (n. 1918)
- 2013 - Francesco Cavalera, generale e aviatore italiano (n. 1919)
- 2013 - George Glasgow, cestista, calciatore e allenatore di calcio statunitense (n. 1931)
- 2013 - Tadeusz Mazowiecki, giornalista e politico polacco (n. 1927)
- 2013 - Ike Skelton, politico statunitense (n. 1931)
- 2013 - Aleksandar Tijanić, giornalista serbo (n. 1949)
- 2013 - Mária Kövi-Zalai, ginnasta ungherese (n. 1924)
- 2014 - Nu'man Gum'a, politico egiziano (n. 1937)
- 2014 - Víctor Hernández Jara, cestista uruguaiano (n. 1944)
- 2014 - Galway Kinnell, poeta statunitense (n. 1927)
- 2014 - Nedo Logli, ciclista su strada italiano (n. 1923)
- 2014 - Jim Paxson, cestista statunitense (n. 1932)
- 2014 - Michael Sata, politico zambiano (n. 1937)
- 2014 - Nicolae Viciu, cestista rumeno (n. 1939)
- 2015 - Julija Balykina, velocista bielorussa (n. 1984)
- 2015 - Nicolás Fuentes, calciatore peruviano (n. 1941)
- 2015 - Jorge Scarso, vescovo cattolico italiano (n. 1916)
- 2016 - Pierre Ansart, scrittore e sociologo francese (n. 1922)
- 2016 - Roberto Cambiaghi, pilota automobilistico italiano (n. 1947)
- 2016 - John Del Carlo, basso-baritono statunitense (n. 1951)
- 2017 - Ardiansyah, scacchista indonesiano (n. 1951)
- 2017 - Lionel Galand, linguista francese (n. 1920)
- 2017 - Josaphat-Robert Large, scrittore haitiano (n. 1942)
- 2017 - Bernard Roy, matematico francese (n. 1934)
- 2017 - Manuel Sanchís Martínez, calciatore spagnolo (n. 1938)
- 2017 - Willy Schroeders, ciclista su strada belga (n. 1932)
- 2018 - Walter Krüger, giavellottista tedesco (n. 1930)
- 2018 - Ernő Polgár, scrittore e drammaturgo ungherese (n. 1954)
- 2018 - Alfred Stork, militare tedesco (n. 1923)
- 2018 - Pino Valenti, scenografo, regista e pittore italiano (n. 1930)
- 2018 - Don S. Williams, produttore cinematografico, regista e attore canadese (n. 1938)
- 2019 - Al Bianchi, cestista, allenatore di pallacanestro e dirigente sportivo statunitense (n. 1932)
- 2019 - Ron Dunlap, cestista statunitense (n. 1946)
- 2019 - Ferdinand Fellmann, filosofo tedesco (n. 1939)
- 2019 - Kay Hagan, politica statunitense (n. 1953)
- 2019 - Alberto Izzo, architetto italiano (n. 1932)
- 2019 - Bert Mozley, calciatore inglese (n. 1923)
- 2019 - Toivo Salonen, pattinatore di velocità su ghiaccio finlandese (n. 1933)
- 2020 - Giorgio Carta, politico italiano (n. 1938)
- 2020 - Leanza Cornett, modella, conduttrice televisiva e attrice statunitense (n. 1971)
- 2020 - Anthony Soter Fernandez, cardinale e arcivescovo cattolico malese (n. 1932)
- 2020 - Leo Hebert, giocatore di curling canadese (n. 1931)
- 2020 - Pino Scaccia, giornalista, scrittore e blogger italiano (n. 1946)
- 2020 - Billy Joe Shaver, cantautore, paroliere e attore statunitense (n. 1939)
- 2020 - Tracy Smothers, wrestler statunitense (n. 1962)
- 2021 - Linwood Holton, politico statunitense (n. 1923)
- 2021 - Camille Saviola, attrice statunitense (n. 1950)
- 2021 - Davy Tweed, rugbista a 15 e politico britannico (n. 1959)
- 2021 - Francesco de Notaris, politico e giornalista italiano (n. 1944)
- 2022 - Ove Andersen, calciatore danese (n. 1937)
- 2022 - Domenico Contestabile, politico italiano (n. 1937)
- 2022 - Herman Daly, economista statunitense (n. 1938)
- 2022 - Jerry Lee Lewis, cantante e pianista statunitense (n. 1935)
- 2022 - D.H. Peligro, batterista statunitense (n. 1959)
- 2022 - Hanneli Goslar, superstite dell'Olocausto tedesca (n. 1928)
- 2022 - Heinz Winkler, cuoco e imprenditore italiano (n. 1949)
- 2023 - Erkki Antila, biatleta finlandese (n. 1954)
- 2023 - Marco Bigliazzi, regista, scrittore e animatore italiano (n. 1963)
- 2023 - Morte di Armita Geravand, curda (n. 2006)
- 2023 - Károly Hauszler, pallanuotista ungherese (n. 1952)
- 2023 - Adam Johnson, hockeista su ghiaccio statunitense (n. 1994)
- 2023 - Matthew Perry, attore statunitense (n. 1969)
- 2023 - Angelo Rescaglio, politico italiano (n. 1936)
- 2024 - Tonči Gabrić, allenatore di calcio e calciatore croato (n. 1961)
- 2024 - Cesare Gussoni, arbitro di calcio italiano (n. 1934)
- 2024 - Italo Ianne, cantante, compositore e produttore discografico italiano (n. 1942)
- 2024 - Matilde Lorenzi, sciatrice alpina italiana (n. 2004)
- 2024 - Renato Raffaele Martino, cardinale e arcivescovo cattolico italiano (n. 1932)
- 2024 - Manuel Mirabal, trombettista cubano (n. 1933)
- 2024 - Paul Morrissey, regista, sceneggiatore e direttore della fotografia statunitense (n. 1938)
- 2024 - Jerrod Mustaf, cestista statunitense (n. 1969)
- 2024 - Angela Portaluri, attrice italiana (n. 1937)
- 2024 - Kazuo Umezu, fumettista giapponese (n. 1936)